# Johann Jacob Friedrich Wilhelm Parrot
Johann Jacob Friedrich Wilhelm Parrot (Karlsruhe, 25 ottobre 1791 – Dorpat, 15 gennaio 1841) è stato un fisico, naturalista e alpinista tedesco del Baltico che visse e lavorò a Dorpat (oggi Tartu, in Estonia) a quel tempo territorio del Governatorato della Livonia dell'Impero russo.

## Biografia
Studiò medicina e scienze naturali a Dorpat. Nel 1811 prese parte ad una spedizione naturalistica in Crimea e nel Caucaso dove in particolare si occupò di misure della pressione atmosferica.  Nel 1815 fu nominato medico chirurgo dell’esercito imperiale russo. Lasciato il suo incarico nell’esercito tra il 1816 ed il 1817 viaggiò in Europa per completare la sua formazione visitando alcune Università tra cui quella di Milano e di Pavia. Fu appassionato scalatore e per questo motivo quando fu in Italia tentò di scalare il Monte Rosa, pur non riuscendovi, ma compiendo numerose misurazioni barometriche lungo il percorso. Nello stesso periodo fu anche sui Pirenei ove scalò diverse montagne e facendo, anche lì, numerose rilevazioni barometriche e naturalistiche. Nel 1821, dopo un periodo in cui esercitò la professione medica, divenne professore di fisiologia e patologia dell'Università di Dorpat e dal 1826 professore di fisica presso la stessa Università. Nel 1829 intraprese una spedizione sul monte Ararat che, al termine della Guerra Russo-Persiana nel 1828 divenne parte dell’Impero Russo a seguito del trattato di Turkmenchay. Partito da Dorpat nell’aprile del 1829, con un gruppo di naturalisti e medici, raggiunse la vetta del monte Ararat il 9 ottobre 1829. Nel 1837, Parrot si recò a Tornio nel nord dell'attuale Finlandia per studiare le oscillazioni del pendolo e per fare misure sul magnetismo terrestre.

## Riconoscimenti
A Johann Jacob Friederich Wilhelm Parrot la UAI ha intitolato il cratere lunare Parrot
Da Johann Jacob Friederich Wilhelm Parrot prendono il nome gli alberi decidui del genere Parrotia della famiglia delle Hamamelidaceae e la montagna Punta Parrot alta 4.432 m appartenente al massiccio del Monte Rosa
| Parrot è l'abbreviazione standard utilizzata per le piante descritte da Johann Jacob Friedrich Wilhelm Parrot. Consulta l'elenco delle piante assegnate a questo autore dall'IPNI. |